# Cirolana solitaria
Cirolana solitaria är en kräftdjursart som beskrevs av Bruce 1986. Cirolana solitaria ingår i släktet Cirolana och familjen Cirolanidae. Inga underarter finns listade i Catalogue of Life.